# Chaitophorus pusillus
Chaitophorus pusillus är en insektsart som beskrevs av Hottes och Theodore Henry Frison 1931. Chaitophorus pusillus ingår i släktet Chaitophorus och familjen långrörsbladlöss. Inga underarter finns listade i Catalogue of Life.